# Giải bóng đá hạng ba quốc gia Cộng hòa Síp 1993–94
Giải bóng đá hạng ba quốc gia Cộng hòa Síp 1993–94 là mùa giải thứ 23 của giải bóng đá hạng ba Cộng hòa Síp. Othellos Athienou FC giành danh hiệu đầu tiên.

## Thể thức thi đấu
Có 14 đội bóng tham gia Giải bóng đá hạng ba quốc gia Cộng hòa Síp 1993–94. Tất cả các đội thi đấu với nhau hai lần, một ở sân nhà và một ở sân khách. Đội bóng nhiều điểm nhất vào cuối mùa giải sẽ là đội vô địch. Đội đầu bảng lên chơi ở Giải bóng đá hạng nhì quốc gia Cộng hòa Síp 1994–95. Năm đội bóng cuối bảng xuống chơi tại Giải bóng đá hạng tư quốc gia Cộng hòa Síp 1994–95.
Đội xếp thứ hai đối mặt với đội xếp thứ 9 của Giải bóng đá hạng nhì quốc gia Cộng hòa Síp 1993–94, trong một trận đấu play-off hai lượt cho một suất ở Giải bóng đá hạng nhì quốc gia Cộng hòa Síp 1994–95.

### Hệ thống điểm
Các đội bóng nhận được 3 điểm cho một trận thắng, 1 điểm cho một trận hòa và 0 điểm cho một trận thua.

## Bảng xếp hạng
| Vị thứ | Đội bóng                   | St. | T. | H. | B. | BT. | BB. | BT. | Đ  | Ghi chú                                                                 |
| ------ | -------------------------- | --- | -- | -- | -- | --- | --- | --- | -- | ----------------------------------------------------------------------- |
| 1      | Othellos Athienou FC       | 26  |    |    |    | 45  | 18  | +27 | 48 | Vô địch-Thăng hạng Giải bóng đá hạng nhì quốc gia Cộng hòa Síp 1994–95. |
| 2      | Achyronas Liopetriou       | 26  |    |    |    | 50  | 31  | +19 | 45 | Playoff Thăng hạng.                                                     |
| 3      | Ayia Napa FC               | 26  |    |    |    | 59  | 39  | +20 | 42 |                                                                         |
| 4      | AEK Katholiki              | 26  |    |    |    | 40  | 27  | +13 | 39 |                                                                         |
| 5      | Digenis Akritas Morphou FC | 26  |    |    |    | 37  | 31  | +6  | 39 |                                                                         |
| 6      | Tsaggaris Peledriou        | 26  |    |    |    | 40  | 39  | +1  | 39 |                                                                         |
| 7      | Ethnikos Latsion FC        | 26  |    |    |    | 52  | 50  | +2  | 38 |                                                                         |
| 8      | Digenis Akritas Ipsona     | 26  |    |    |    | 28  | 40  | -12 | 38 |                                                                         |
| 9      | Fotiakos Frenarou          | 26  |    |    |    | 35  | 29  | +6  | 36 | Playoff Xuống hạng.                                                     |
| 10     | Adonis Idaliou             | 26  |    |    |    | 33  | 34  | -1  | 34 | Xuống hạng Giải bóng đá hạng tư quốc gia Cộng hòa Síp 1994–95.          |
| 11     | APEY Ypsona                | 26  |    |    |    | 33  | 46  | -13 | 33 | Xuống hạng Giải bóng đá hạng tư quốc gia Cộng hòa Síp 1994–95.          |
| 12     | AEK Kakopetrias            | 26  |    |    |    | 34  | 41  | -7  | 29 | Xuống hạng Giải bóng đá hạng tư quốc gia Cộng hòa Síp 1994–95.          |
| 13     | ENTHOI Lakatamia FC        | 26  |    |    |    | 28  | 33  | -5  | 26 | Xuống hạng Giải bóng đá hạng tư quốc gia Cộng hòa Síp 1994–95.          |
| 14     | Livadiakos Livadion        | 26  |    |    |    | 16  | 72  | -56 | 12 | Xuống hạng Giải bóng đá hạng tư quốc gia Cộng hòa Síp 1994–95.          |

Hệ thống điểm: Thắng=3 điểm, Hòa=1 điểm, Thua=0 điểm
Luật xếp hạng: 1) Điểm, 2) Hiệu số, 3) Bàn thắng

## Playoff Thăng hạng
- Achyronas Liopetriou 1 - 2 Doxa Katokopias FC
- Doxa Katokopias FC 4 - 1 Achyronas Liopetriou

## Playoff Xuống hạng
- Rotsidis Mammari 2 - 1 Fotiakos Frenarou
- Fotiakos Frenarou 1 - 0 Rotsidis Mammari